# James C. Slife

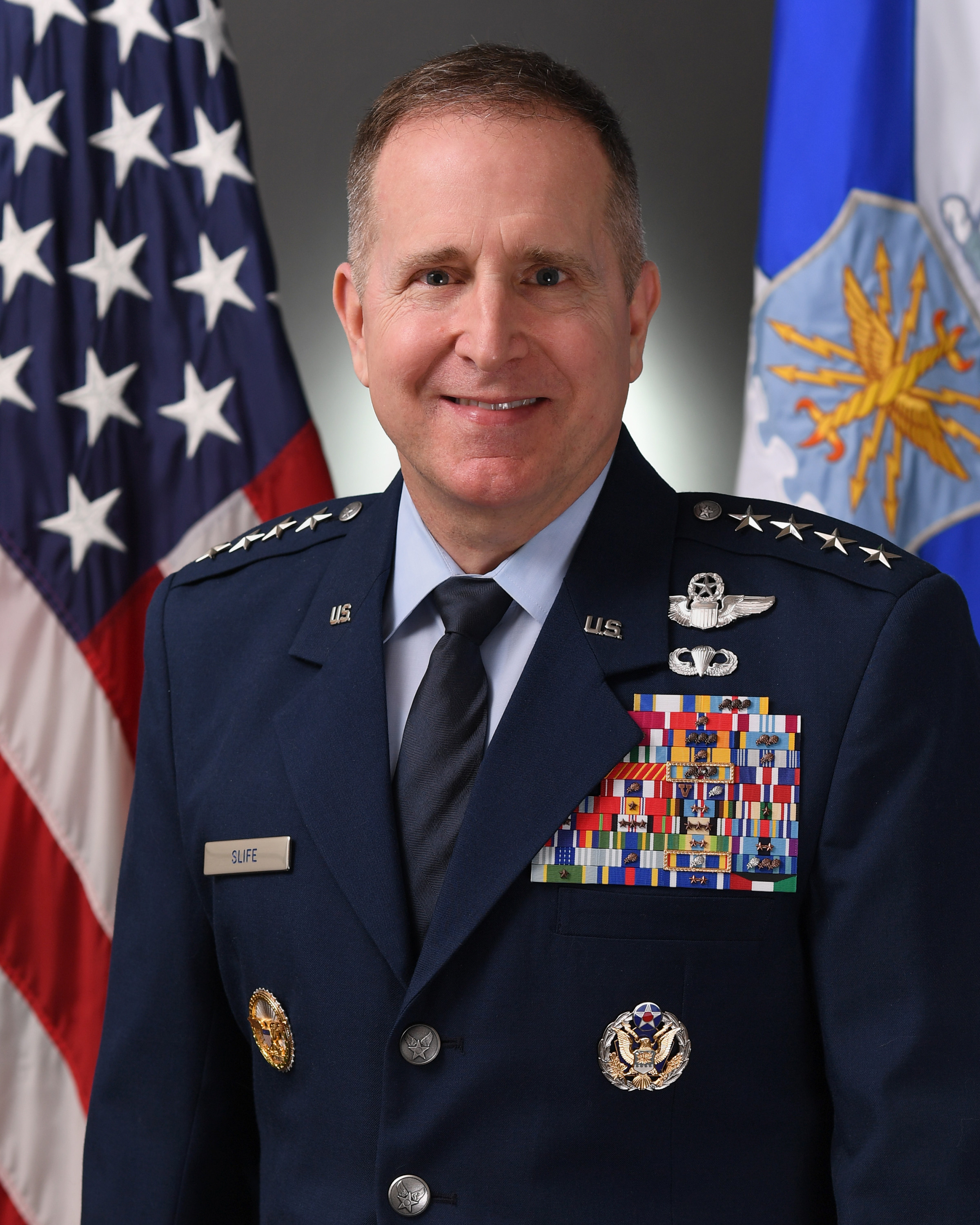
James C. Slife (2023)

James C. Slife (* 1967 nahe Detroit) ist ein US-amerikanischer General der United States Air Force und war vom Dezember 2023 bis zu seiner Entlassung im Februar 2025 Vice Chief of Staff of the Air Force.

## Leben
James C. Slife wurde in Detroit geboren und wuchs danach in Hot Springs in Arkansas auf. Er kam als Reserveoffizieranwärter-Programm an der Auburn University zur United States Air Force, nachdem er 1989 seinen Bachelor of Science in Aerospace Engineering gemacht hatte.
Von März bis November 1990 wurde Slife in Fort Rucker in Alabama zum Hubschrauberpiloten ausgebildet, bevor er direkt im Anschluss bis Oktober 1991 selbst als Fluglehrer auf dem Muster Bell UH-1 eingesetzt wurde. Danach wurde er nach New Mexico auf die Kirtland Air Force Base versetzt und erwarb die Musterberechtigung auf dem Muster Sikorsky MH-53, einer für Spezialoperationen eingesetzten Unterversion des Transporthubschraubers CH-53. Von Juni 1992 bis Juli 1995 war er Fluglehrer auf diesem Typ in Hurlburt Field in Florida und erwarb in dieser Zeit seinen Master of Aerospace Science an der Embry Riddle Aeronautical University in Daytona Beach.
Slife wurde von 1995 bis 1997 im Pentagon im Büro des Assistant Secretary of the Air Force eingesetzt und erwarb hier noch einen weiteren Abschluss als Master of Administrative Science an der George Washington University. Gleichzeitig besuchte er das Air Command and Staff College, bevor er Mitte 1997 zunächst erneut die Berechtigung für MH-53 erwarb und im Anschluss als Flight Commander bei der 21st Special Operations Squadron auf der britischen Basis RAF Mildenhall. 2000 kehrte er für ein Jahr zum Air Command and Staff College zurück und absolvierte danach ebenfalls auf der Maxwell-Gunter Air Force Base noch einen weiteren Lehrgang an der School of Advanced Airpower Studies. Anschließend war er Einsatzstabsoffizier der 20th Special Operations Squadron mit Standort in Hurlburt Field. Im Juni 2004 wurde er erneut ins Vereinigtes Königreich versetzt und übernahm die 21st Special Operations Squadron als Staffelkapitän.
Ab Februar 2006 war Slife für kurze Zeit ebenfalls in RAF Mildenhall stellvertretender Kommandeur der 352nd Special Operations Group, bevor er eine Zeit als Fellow bis Juli 2007 bei Microsoft in Reston im Bundesstaat Virginia nahe der Hauptstadt Washington, D.C. verbrachte. Bis Juni 2009 wurde er im Anschluss wieder im Pentagon verwendet und war im Bereich der Beschaffung und Logistik tätig, danach bis März 2010 als Analyst im Büro des für die Evaluierung von Rüstungsprogrammen und Kostenschätzung zuständigen Direktors im US-Verteidigungsministerium. Von März 2010 bis Juni 2011 war Slife anschließend Kommandeur der 27th Special Operations Group und von März bis Mai 2011 im Auslandseinsatz im Rahmen der International Security Assistance Force in Afghanistan eingesetzt, danach übernahm er das 1st Special Operations Wing als Kommandeur (vergleichbar einem Geschwaderkommodore).
Im Juli 2013 wurde er zum Brigadier General ernannt und zum Special Assistant des Kommandeurs des Air Force Special Operations Command auf der MacDill Air Force Base in Florida ernannt. Bereits im November 2013 wurde er stellvertretender Direktor für Spezialoperationen im United States Central Command ebendort und im Mai 2014 Vice Director, Strategy, Plans and Policy. Danach war Slife für etwa eineinhalb Jahre in Yongsan-gu/Seoul in Südkorea als Chef des Stabes der United States Forces Korea und der UN-Mission in Korea eingesetzt und wurde 2016 auf diesem Dienstposten zum Major General ernannt. Die folgenden beiden Verwendungen führten Slife in das United States Special Operations Command, zunächst als Chef des Stabes und ab Juni, als Lieutenant General, als stellvertretender Kommandeur. Im Juni 2019 wurde er Kommandeur des Air Force Special Operations Command.
Im Dezember 2022 wurde Slife zum stellvertretenden Operationschef der US-Luftstreitkräfte ernannt und folgte im Dezember 2023 als Vice Chief of Staff of the Air Force und wurde zum General ernannt. Seine für die Beförderung notwendige Anhörung im Senat der Vereinigten Staaten fand im September 2023 statt. Er wurde am 22. Februar 2025 aus seinem Amt entlassen.